# E. S. Clark
Elias Stover Clark (* 17. Juni 1862 im Knox County, Maine; † 10. März 1955 in Phoenix, Arizona) war ein US-amerikanischer Jurist und Politiker (Republikanische Partei).

## Werdegang
Elias Stover Clark, Sohn von Ann Melissa Stover und Jonathan M. Clark, wurde 1862 im Knox County (Maine) geboren. Seine Kindheit war vom Bürgerkrieg überschattet. Über seine Jugendjahre ist nichts weiter bekannt. Clark zog als junger Mann in das Arizona-Territorium. In der Folgezeit studierte er Jura bei Edward M. Doe in Flagstaff (Coconino County). 1879 wurde er zum Bezirksstaatsanwalt vom Coconino County gewählt. Später zog er nach Prescott (Yavapai County). 1903 wurde er zum Bezirksstaatsanwalt vom Yavapai County gewählt – ein Posten, den er bis 1905 innehatte. Der Gouverneur vom Arizona-Territorium Joseph Henry Kibbey ernannte ihn 1905 zum neuen Attorney General vom Arizona-Territorium. Er bekleidete den Posten bis 1909. Danach ging er wieder seiner Tätigkeit als Jurist nach. In diesem Zusammenhang verhandelte er auch Fälle vor dem Obersten Gerichtshof der Vereinigten Staaten. Im Januar 1920 verkündete er seine Kandidatur für die republikanische Nominierung für den zu Wahl stehenden US-Senatssitz (Klasse III.) von Arizona. Bei den folgenden republikanischen Vorwahlen im September 1920 erlitt er eine Niederlage gegenüber seinem Herausforderer Ralph H. Cameron, der bei den folgenden Wahlen im November 1920 in den US-Senat gewählt wurde. Clark war bis ins hohe Alter weiterhin als Jurist tätig.

## Familie
Elias Stover Clark heiratete 1886 Ida Coffin (1861–1925), Tochter von Sarah Brown Hammond (1838–1877) und George B. Coffin (1834–1901). Das Paar bekam drei Söhne:
- Neal Coffin Clark[1] (* 11. März 1887 in Albuquerque, New Mexico) war 1920 County Attorney im Yavapai County.
- Gordon Stover Clark (* 7. Februar 1888 in Flagstaff, Arizona-Territorium)
- Homer Clark (* April 1897 in Arizona-Territorium)